# Кеб (притока Черјохе)
Кеб (рус. Кебь) река је на западу европског дела Руске Федерације. Протиче преко централних делова Псковске области, односно преко територија Стругокрасњенског и Псковског рејона. Десна је притока реке Черјохе (притока Великаје), те део басена реке Нарве, односно Финског залива Балтичког мора.
Свој ток започиње на подручју Лушког побрђа, у јужном делу Стругокрасњенског рејона. Углавном тече у смеру југозапада. Укупна дужина водотока је 93 km, док је површина сливног подручја око 822 km².
Најважније притоке су Редалљ, Кебца, Мараморочка и Корнушка.